# تدريب البطانية
تدريب البطانية عبارة عن منهجية تستخدم لتدريب الأطفال حديثي المشي والأطفال من سن ما قبل المدرسة من أجل الحصول على الانضباط الذاتي. يؤمن الأنصار بأنه من خلال التدريب المستمر، يحصل الطفل على القدرة على اللعب باقتناع وبهدوء مع نفسه / نفسها لفترة زمنية ممتدة.
ويقوم الوالد بتحديد قدر معين من الوقت (غالبًا بين 15 إلى 45 دقيقة، اعتمادًا على عمر الطفل) الذي يمكن أن يجلس خلاله الطفل مع نفسه / نفسها على البطانية على الأرض. ولا يسمح للطفل بمغادرة محيط البطانية، ويمكن أن يلعب مع نفسه بكل هدوء باستخدام لعبة ما أثناء الجلوس على البطانية. والنتيجة المطلوبة، بعد التدريب اليومي بتلك الطريقة، أن الطفل في النهاية سوف يجلس ويلعب على البطانية بكل هدوء متى طلب منه ذلك. ويتم استخدام البطانية بتلك الطريقة التدريبية بسبب سهولة حملها والوصول إليها في أي وقت وفي أي موقع، مثل أثناء تجهيز الوجبات والاجتماعات والاحتفالات والمواعيد الطبية.
وتشتمل قائمة الممارسين المعروفين لهذا التدريب على عائلة دوجار 
ويرى معارضو تدريب البطانية أنه مسيء من الناحية العاطفية.